# Jim Barrier
James Marvin Barrier, detto Jim (Wallace, 7 agosto 1940 – Indio, 26 agosto 2000), è stato uno sciatore alpino statunitense.

## Biografia
Sciatore polivalente fratello di Bill, a sua volta sciatore alpino, Jim Barrier debuttò in campo internazionale in occasione dei Nor Am Championships 1959 (Squaw Valley, 21-23 febbraio), dove si classificò 10º nella discesa libera, 5º nello slalom speciale e 9º nella combinata, e nello stesso anno si piazzò 3º nella combinata della Harriman Cup (Sun Valley, 27-28 febbraio); l'anno dopo agli VIII Giochi olimpici invernali di Squaw Valley 1960 (19-27 febbraio), sua unica presenza olimpica e iridata, fu 16º nello slalom gigante e non completò lo slalom speciale. Chiuse la carriera ai Campionati statunitensi 1964 (Winter Park, 20-22 marzo); dopo il ritiro lavorò per l'azienda produttrice di attrezzatura sportiva Head, come allenatore e come consulente tecnico per il film Gli spericolati (1969).

## Palmarès

### Campionati statunitensi
- 1 medaglia (dati parziali):
  - 1 bronzo (slalom gigante nel 1963[6])